# Academy of Film & Multimedia Marubi
La Academy of Film & Multimedia Marubi (AFMM) es la única institución educativa de cine y para la televisión que se especializa en la instrucción, formación y la capacitación en la ciudad de Tirana, en el país europeo de Albania. La academia fue creada por decreto del Gobierno en 2004, y tiene estudiantes de Kosovo (Serbia), Montenegro, Macedonia y de la propia Albania. El fundador y rector de AFMM es director albanés bien conocido Kujtim Cashku.